# Utah State Route 143
Als State Route 143 oder Brian Head-Panguitch Lake Scenic Byway oder Utah's Patchwork Parkway bezeichnet man eine 82,4 km lange State Route im US-Bundesstaat Utah. Sie verbindet Parowan mit Panguitch und gewährt die Zufahrt zu Brian Head, dem Cedar Breaks National Monument und zum Panguitch Lake. Die Straße erreicht an ihrem höchsten Punkt eine Höhe von 3241 m über dem Meeresspiegel und ist damit nach dem Mirror Lake Highway mit 3265 m die zweithöchstgelegene asphaltierte State Route Utahs.

## Streckenbeschreibung

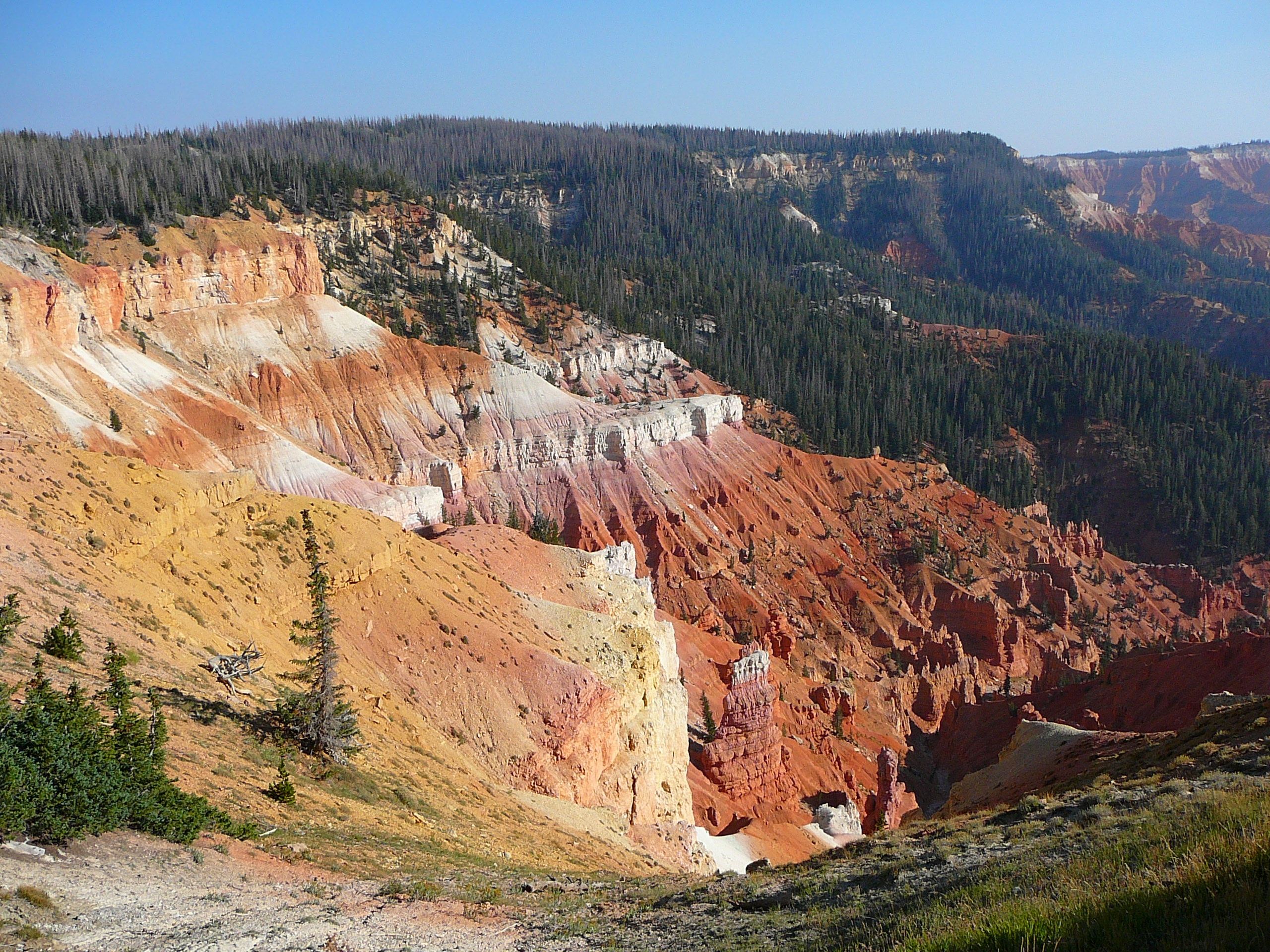
Cedar Breaks National Monument vom Aussichtspunkt an der State Route 143

Die Strecke beginnt an der Anschlussstelle Parowan der Interstate 15 direkt westlich von Parowan im Iron County. Zunächst führt sie rund drei Kilometer ostwärts ins Zentrum Parowan, wo sie auf die Main Street einbiegt und auf dieser zwei Straßenblöcke nach Norden führt. An diesem Punkt zweigt State Route 143 über die Center Street nach Osten ab, während die Main Street als Utah State Route 274 weiter nordwärts führt. Nach drei weiteren Straßenblöcken verlässt die Strecke die Stadt und schlägt eine südliche Richtung ein. Sie folgt dem Parowan Creek und führt den Parowan Canyon hinauf. Beim Aufstieg des Canyons südwärts gelangt sie in den Dixie National Forest und passiert den Wintersportort Brian Head, um dort vom Canyon heraus auf das Markagunt Plateau und durch die nordöstliche Ecke des Cedar Breaks National Monuments zu führen. Dann schwenkt die Strecke am nördlichen Endpunkt der Utah State Route 148 (dem Cedar Breaks Scenic Highway) erneut nach Osten. Sie erreicht ihren höchsten Punkt, wo sie das Cedar Breaks National Monument verlässt und die lange Abfahrt ostwärts und nordwärts in das Garfield County beginnt. Als die Strecke den Dixie National Forest verlässt, führt sie am Panguitch Lake vorbei und als Panguitch Lake Road weiter abwärts, um schließlich von Süden her als Main Street nach Panguitch zu verlaufen und an der Kreuzung mit dem U.S. Highway 89 (Center Street) im Stadtzentrum zu enden.

## Geschichte
State Route 143 wurde erstmals 1933, als Straße von Parowan, zur Grenze des Dixie National Forests in Dienst gestellt. Diese Trasse wurde 1953 erweitert, sodass sie von der Utah State Route 1 in Parowan (der Main Street), bis zur nördlichen Grenze des Cedar Breaks National Monuments, führte. Die Gesamtlänge betrug rund 27 km. Der Bundesstaat drehte 1963 die Endpunkte der Strecke, um nun von der Nordgrenze des Nationalmonuments nordwärts zur Route 1 in Parowan zu führen; der Streckenverlauf an sich blieb unverändert.

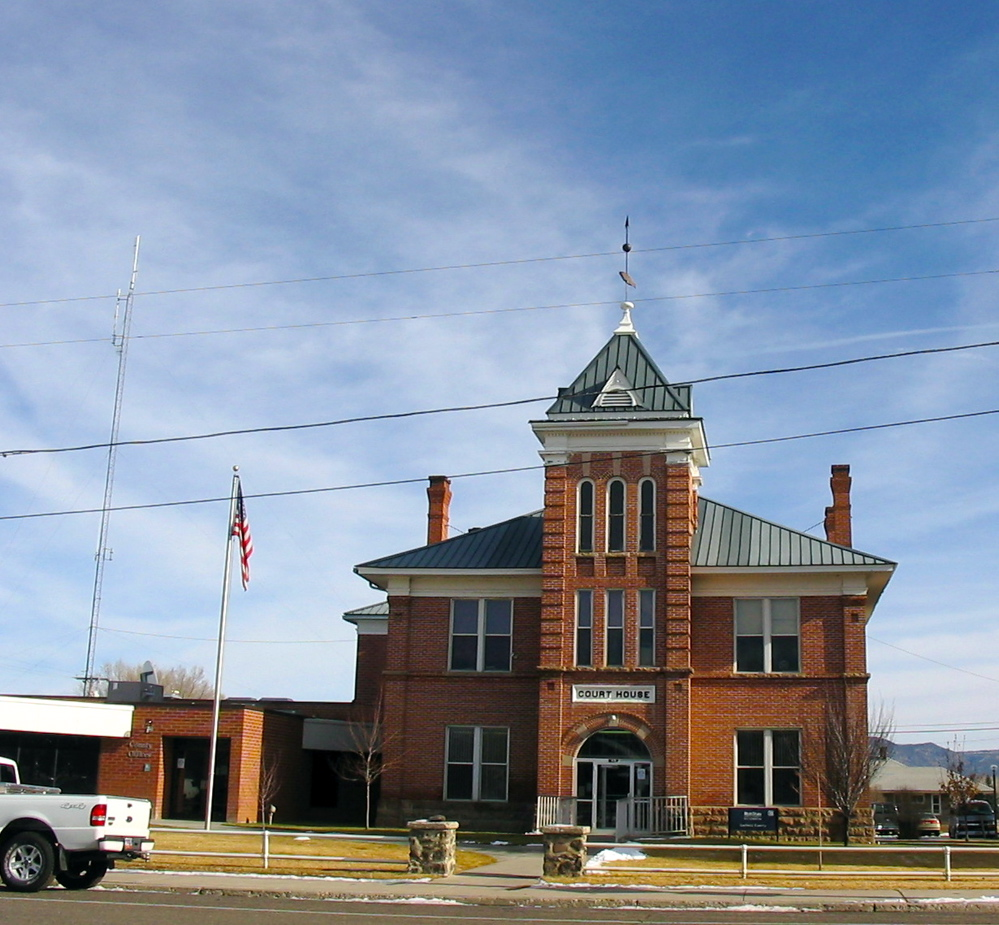
Das Courthouse des Garfield County in Panguitch am östlichen Ende der State Route

Als 1968 der Interstate 15 westlich an Parowan vorbei gebaut wurde, entschied die Bundesstaatsregierung, die State Route 1 ebenfalls zu verlegen, um mit der Autobahn die Stadt zu umgehen. Man entschied sich dafür, die alte Streckenführung zwischen der Interstate 15 in Summit südwestlich von Parowan bis zur Center Street in Parowan als Utah State Route 38 zu behalten und die State Route 143 durch den Norden Parowans bis zur Interstate 15 zu verlängern.
Vor 1969 führte Utah State Route 55 von der Utah State Route 14 zur Südgrenze des Cedar Breaks National Monuments, wurde aber 1969 aufgehoben und diese Strecke wurde als Teil der State Route 143 ausgewiesen. So entstand der auseinandergerissene Charakter der State Route 143, weil der Abschnitt durch das Nationalmonument nicht als State Route ausgewiesen wurde.
1975 wurde der Bau der Interstate fertiggestellt, wobei inzwischen ein zweiter Anschluss entstand, der nicht Teil der ursprünglichen Pläne gewesen ist. Deswegen erhielt State Route 143 in der Stadt einen neuen Verlauf auf der alten Route 38 südwärts und dann auf der 200 South zur neuen Anschlussstelle der I-15. Der Rest der Route 38 wurde aus dem Highwayverzeichnis des Bundesstaates gestrichen. Die 1968 eingerichtete Erweiterung der State Route 143 in Parowan nach Norden wurde zur State Route 274.
Der südliche Abschnitt der heutigen State Route 143 zwischen der State Route 14 und der Südgrenze des Cedar Breaks National Monuments, wurde 1985 als SR-148 neu ausgewiesen und die Panguitch Lake Road von der östlichen Grenze des Nationalmonuments bis zur US 89 in Panguitch wurde der State Route 143 angegliedert. Mit derselben Gesetzesentscheidung wurde vorgesehen, dass der Streckenabschnitt innerhalb des Nationalmonuments Teil der State Routes würde, sobald die Bundesbehörden dem Utah Department of Transportation das Wegerecht dafür übertragen würde. Der Gesetzestext wurde 1994 angepasst, um der Tatsache Rechnung zu tragen, dass diese Übertragung inzwischen stattgefunden hat. Interessanterweise endet die State Route 148 immer noch an der Südgrenze des Nationalmonuments.
Die Strecke wurde 1989 als Brian Head–Panguitch Lake Scenic Byway zu einem Utah Scenic Byway und 2000 als Utah's Patchwork Parkway zu einem Forest Service Byway erklärt. Eine Einstufung als All-American Road wird erwogen.